# 中田喜直
中田 喜直（なかだ よしなお、1923年〈大正12年〉8月1日 - 2000年〈平成12年〉5月3日）は、日本の作曲家。本名は「喜直（よしただ）」。

## 概要
『ちいさい秋みつけた』や『めだかの学校』、『夏の思い出』などを作曲した日本の職業作曲家の一人である。
父は『早春賦』で知られる作曲家の中田章。喜直は三男であり、兄は作曲家・ファゴット奏者の中田一次である。妻の中田幸子は、音楽出版ハピーエコーの代表であり、喜直の作品を多数出版している。甥は細野晴臣や大滝詠一と交流を持ち、大滝詠一のアルバム『大瀧詠一』の収録曲「おもい」のアレンジを手がけたことでも知られ、後にキングレコードのディレクターとなった中田佳彦。
はいだしょうこは弟子で、中田の最後の愛弟子である。

## 生涯

### 略歴

#### 誕生
1923年8月1日、東京府豊多摩郡（後の東京市、現在の東京都渋谷区）で生まれる。父が音楽家だったため、幼少より作曲等音楽に興味をもったが、物心がついた頃には、父はすでに病床に伏しており、音楽については兄の一次から教わった。
1933年には最初の歌曲を書いた。1935年には、映画『別れの曲』の影響でショパンに心酔しピアニストを志望するようになる。

#### 学生時代と戦争
1935年に千代田区立番町小学校を卒業。青山学院中学部に進学し、東京音楽学校（現：東京芸術大学）予科に入学、翌年に本科器楽部ピアノ専攻に進学した。田中規矩士と豊増昇にピアノを、橋本國彦に作曲を師事。戦時（太平洋戦争）のため1943年9月に繰り上げ卒業。同年10月に特別操縦見習士官（第1期）となり宇都宮陸軍飛行学校に入校、帝国陸軍航空部隊の戦闘機操縦者となる。陸軍少尉に任官し、四式戦闘機「疾風」を装備する飛行第51戦隊附としてフィリピン戦線やインドネシアに赴き、本土で終戦を迎えた。

#### 作曲家として
ピアニスト志望であったが、手が小さいことから断念し、終戦後の1946年には作曲家グループ「新声会」に入会。歌曲の伴奏を務めるかたわら、作曲家としての活動を本格的に開始する。NHK「ラジオ歌謡」や「歌のおばさん」、「えり子とともに」などラジオ番組にも積極的にかかわり、これらの番組において「夏の思い出」や「かわいいかくれんぼ」「雪の降るまちを」などを生み出している。
1953年にはフェリス女学院短期大学音楽科講師に就任し、その後40年にわたって教職を勤め上げた。在職中、教え子であった幸子と出会い結婚。同校とのかかわりの中で生まれたものに、プロ合唱団「フェリス女声合唱団」（のちの日本女声合唱団）のために書いた多くの女声合唱曲や、著書『実用和声学』（音楽之友社）がある。1988年からは神戸山手女子短期大学でも教えた。
1955年に大中恩、磯部俶、宇賀神光利、中田一次と「ろばの会」を結成。この会は中田が亡くなる2000年まで活動を続け、数多くの童謡のレコード・楽譜を世に送った。また、1956年には「蜂の会」に参加し、ここで歌曲「サルビア」「おかあさん」などを発表。
1979年サトウハチローから日本童謡協会の会長を引き継ぐと時代の移り変わりに低迷しつつあった童謡を盛り立てるために尽力。作詞家、作曲家の新作発表のために童謡祭を新たに立ち上げると、1983年に「日本の童謡」展を開催する。1984年には7月1日が童謡の日に制定される。
一方で、晩年は自らの作品のみならず、古くからの名曲の普及にも尽力するようになった。

#### 死去
2000年5月3日に直腸癌のため死去した。76歳没。
死去するまでに書かれた作品は3000近くといわれている。その全貌はまだ明らかになっていない。校歌や社歌・自治体のための歌も少なくない。

### 年譜
- 1923年 東京府生まれ。
- 1935年 千代田区立番町小学校卒業。
- 1943年 東京音楽学校（現：東京芸術大学）卒業。
- 1968年 横浜市保土ケ谷区（翌年、区制が改正され「旭区」となる）へ転居。
- 1979年 - 2000年 社団法人日本童謡協会会長。
- 1986年11月 紫綬褒章受章。
- 1990年 - 2000年 フェリス女学院大学教授ならびに名誉教授。
- 1995年 第46回NHK放送文化賞受賞。
- 1999年 日本音楽著作権協会60周年特別賞受賞。
- 2000年 第42回日本レコード大賞日本作曲家協会功労賞受賞。5月3日、直腸癌のため死去。76歳没。墓所は青山霊園。

## 人物
父は「早春賦」が有名で、喜直も日本の四季を題材にした曲を多数作った。春については、「もうすぐ春だ」（内村直也作詞）、「もう春だ」（夢虹二作詞）、「春のむすめ」（立原えりか作詞）、「ああプランタン無理もない」（サトウハチロー作詞）等がある。生前、喜直は、春の歌に関しては、次のように書き残している。
中田には社会運動家・提唱者としての側面もあった。とりわけ嫌煙運動家としての顔が知られており、1980年には渡辺文学と『嫌煙の時代』（波書房）を出版している。『随筆集 音楽と人生』（音楽之友社）では、第2章「タバコについて」、第9章「もう一度タバコについて」、第10章「野球のこと、そしてまたタバコのこと」と、全10章中3章がタバコ関連の文章で占められており、これら以外の章にも散見される。熱心な嫌煙家になったきっかけは、父が晩年に結核に倒れてもなおタバコを吸い続けるほどの愛煙家であり、その彼を見ていた母からタバコの害を聞かされていたことだという。「中田はよく音楽にまつわる講演を頼まれたが、普通なら忙しくて断わるときでも、『タバコの話』さえできれば、喜んでどこへでも出かけて行った」。嫌煙の厳しい態度は他者に対しても及び、「木下さんはヘビースモーカーだったから、完全に十年は早く死にましたね。日比谷公会堂のステージの袖に「火気厳禁」と書いてある。そこでタバコを吸ってましたね」「いつか中田先生がおかあさんコーラスの全国大会の選考委員になられた時、途中で気持わるくなられたでしょう。あの時吉村副理事長が『タバコを吸わなくても、そうなるじゃありませんか』って言ったら『タバコを吸わないからこのくらいで済んだんだ』って（笑）」。自分の手が小さく、ピアノを弾くのに苦労したという中田は、ピアノを習う子供たちのために鍵盤の幅を細くすることを提唱した。提案だけでなく実際に作らせ、自身の作曲に使用した。「コンクールなどで手の小さな人が必死になって弾いているのを見ると、かわいそうだなと思いますよ」「外国から来たピアノという楽器は、日本人の体に全く合っていない。ヴァイオリンなどは小さい楽器で始めるし、大きくなっても8分の7を弾いてる人がいるし、セロなども大型の外人用では弾けないというので、ちょっと小さいので美しく弾けばいいということになっている。ピアノだけはLLサイズ、靴でいえば27とか28サイズぐらい（笑）。それを小さい時から弾くというのは大間違い」。「細幅鍵盤運動」は嫌煙に次いで力を注いだ分野であったが、「いくら言ってもわからない。もう信じてるんだね。ピアノはこの大きさだって。スポーツだって子どもの時に大人のプロが使う道具でやることはないですよ」と嫌煙運動ほどの反響を得ることはできなかった。また、政治や社会の問題に対しても積極的に発言し、読売新聞「気流」欄や朝日新聞「声」欄に熱心に投稿した。騒音問題（駅や飛行機のBGMも彼にとっては「騒音」であり、車掌やスチュワーデスに音楽を止めるよう直接要求したことさえある）、反核・反地雷、憲法改正など彼の発言は多岐にわたる。
君が代について、次のように述べ、君が代のメロディによく合った日本国民のみんなが納得するような内容の歌詞をつけ直してはどうか、と提言し、自ら国歌改作者として名乗りを上げたという。
憲法改正について、日本国憲法は、「かなり短い時間で作られたもので、あの戦争や日本が負けたことを考えれば、それなりによく出来ており、特に戦争放棄やその後自衛隊が出来てからの海外派遣の禁止等も、日本の運命の重大な不幸を未然に防いだ効果は非常に大きい」としながらも、「世界情勢と日本国憲法を普通に常識的に見てみると、今の憲法が日本と世界の現実と合っていないことがわかる」として、憲法改正を主張した。皇室について、「黛敏郎氏とはまったく違うが、皇室を大切にしたいという気持は十分にある」とし、天皇を日本国および日本国民統合の象徴とする規定は、物体でない人間に国民の精神的な連帯の絆を求められては「天皇はたまったものではない」と述べ、むしろ「『天皇は、日本国の伝統文化の象徴である』という風に直したいと思っている」と述べている。

## 著書
- 『実用和声学』（音楽之友社、1957年）
- 『メロディーの作り方』（音楽之友社、1960年）
- 『だれでも弾けるやさしい伴奏』（音楽之友社、1986年）
- 『音楽と人生』（音楽之友社、1994年）

## 主な作品

### 器楽曲
- 小さなヴァイオリニスト（ヴァイオリン・ピアノ）
- フルートとピアノのための「日本の秋の歌」
- 2台のピアノのための音楽「無宗教者の讃美歌」
- 2台のピアノのための「軍艦マーチによるパラフレーズ」
- 雨の夜に（ピアノ）
- ピアノ・ソナタ
- ピアノのための組曲「光と影」
- ピアノのための組曲「時間」
- 四手連弾のための組曲「日本の四季」
- 子どものための8手連弾ピアノ曲「日本ふうのメロディーによる主題と変奏曲」
- 「悲しいワルツ」

### 歌曲・童謡・放送歌謡など
のちに合唱曲に編曲された作品も少なくない。
- 「六つの子供の歌」〔1.うばぐるま、2.烏、3.たあんき ぽーんき、4.風の子供、5.ねむの木、6.おやすみ〕
- 歌曲集「海四章」
- マチネ・ポエティクによる四つの歌曲〔1.火の鳥、2.さくら横ちょう、3.髪、4.真昼の乙女たち〕
- 二人のモノローグによる歌曲集「木の匙」
- 「夏の思い出」
- 「雪の降るまちを」
- 「心の窓にともし灯を」
- 「君よ八月に熱くなれ」
- 「博多人形に寄せて」唄、由紀さおり
- 「くいしんぼうのカレンダー」唄、やまがたすみこ
- 「寒椿、咲いた」唄、薬師丸ひろ子
- 「かぐやの里」唄、薬師丸ひろ子
- 「かわいいかくれんぼ」
- 「あひるの行列」
- 「めだかの学校」
- 「バナナのうた」
- 「夕方のおかあさん」
- 「わらいかわせみに話すなよ」
- 「ちいさい秋みつけた」
- 「さわると秋がさびしがる」
- 「万国博こどもの歌 咲いたひらいた」
- 「せみのうた」[10]
- 「手をたたきましょう」（編曲）
- 歌曲集「魚とオレンジ」〔1.はなやぐ朝、2.顔、3.あいつ、4.魔法のリンゴ、5.艶やかなる歌、6.ケッコン、7.祝辞、8.らくだの耳から（魚とオレンジ）〕

### 合唱曲
- 混声合唱曲集「午後の庭園」
- 混声合唱組曲「海の構図」
- 混声合唱組曲「昇天」
- 合唱組曲「おかあさんのばか」（混声・男声・女声版あり。磯部俶との共作）
- 混声合唱とピアノのための組曲「都会」
- 女声合唱とバリトンソロ・管弦楽のためのカンタータ「新しい山河」
- 女声合唱組曲「美しい訣れの朝」
- 女声合唱組曲「蝶」
- 朝のうた（第17回NHK全国学校音楽コンクール小学校の部課題曲）
- 祭りの宵（第19回同小学校の部課題曲）
- 美しい秋（第33回同中学校の部課題曲）
- 心の馬（第50回同中学校の部課題曲）

### 校歌・園歌作曲
閉校した学校も含む
あ行
- 愛知県立一宮興道高等学校校歌（作詞：小和瀬玉実）
- 愛知県立岡崎北高等学校校歌（作詞：畔柳稔）
- 愛知県立丹羽高等学校校歌（作詞：小林純一）
- 愛知県立明和高等学校校歌（作詞：深尾須磨子）
- 青木村立青木中学校校歌（作詞：宮沢章二、編曲：藤田玄播）
- 青森県立弘前中央高等学校校歌（作詞：谷川俊太郎）
- 青森県立八戸南高等学校校歌（作詞：三浦哲郎）
- 赤穂市立赤穂西小学校校歌（作詞：小林純一）
- 学校法人旭川宝田学園旭川明成高等学校校歌（作詞：三浦綾子・三浦光世）
- 足立区立西新井小学校校歌
- 足立区立本木小学校（旧校歌）
- 学校法人有明中央学園ひまわり幼稚園園歌（作詞：坂村真民）
- 厚木市立飯山小学校校歌（作詞：堀江和枝）
- 生駒市立生駒台小学校校歌（作詞：石森延男）
- 板橋区立上板橋第三中学校校歌（作詞：勝承夫）
- 市原市立五所小学校校歌
- 糸魚川市立糸魚川東小学校校歌
- 伊那市立東部中学校校歌（作詞：小西謙）
- 茨木市立大池小学校校歌（作詞：竹中郁）
- 茨城県立三和高等学校（作詞：猪瀬正巳）
- 茨城大学教育学部附属中学校校歌（作詞：勝承夫）
- 入間市立金子小学校校歌
- 入間市立藤沢東小学校校歌（作詞：中村千栄子）
- 岩倉市立五条川小学校校歌「五条川の子らの歌」（作詞：田島穂積）
- 岩手大学教育学部附属小学校校歌
- 上田市立第六中学校校歌
- 魚沼市立守門中学校校歌
- 宇部市立藤山中学校校歌（作詞：北川冬彦）
- 浦安市立日の出小学校校歌（作詞：岡田喜代子）
- 江戸川区立篠崎第三小学校校歌（作詞:小林純一）
- 愛媛県立宇和島南中等教育学校校歌・愛媛県立宇和島南中等教育学校校歌（作詞：佐伯秀雄）
- 愛媛県立宇和島水産高等学校校歌（作詞：黒田定雄）
- 愛媛県立三瓶高等学校校歌→愛媛県立宇和高等学校三瓶分校分校歌（作詞：坂村真民）
- 愛媛県立三島高等学校校歌（作詞：白木豊）
- 大阪教育大学附属天王寺小学校校歌（作詞：竹中郁）
- 大田区立大森第二小学校校歌
- 大田区立大森東中学校校歌
- 大町市立美麻小中学校校歌
- 大町市立八坂小学校校歌（作詞：高橋渡）
- 大町市立八坂中学校校歌（作詞：高橋渡）
- 岡山県美作高等学校校歌（作詞：大岩徳二）
- 岡山市立岡北中学校校歌（作詞：永瀬清子）
- 岡崎市立城北中学校校歌（作詞：清水孝之）

か行
- 香川大学教育学部附属幼稚園高松園舎の歌（作詞：まど・みちお）
- 柏崎市立東中学校校歌（作詞：中村千栄子）
- 葛飾区立南奥戸小学校校歌（作詞：小林純一）
- 葛飾区立綾南小学校校歌（作詞：小林純一）
- 葛飾区立西渋江小学校校歌
- 葛飾区立上千葉小学校校歌（作詞：小林純一）
- 神奈川県立相模田名高等学校校歌（作詞：こわせたまみ）
- 神奈川県立横浜立野高等学校校歌（作詞：神保光太郎）
- 神奈川県立氷取沢高等学校校歌→神奈川県立横浜氷取沢高等学校（作詞：岡野弘彦）
- 神奈川県立川崎北高等学校校歌（作詞：池田昂二）
- 刈谷市立亀城小学校校歌（作詞：丸山薫）
- 刈谷市立住吉小学校校歌
- 川口市立青木中学校校歌（作詞：服部嘉香）
- 川口市立八幡木中学校校歌（作詞：小林純一）
- 川口市立安行小学校校歌（作詞：白鳥省吾）
- 川口市立根岸小学校校歌（作詞：勝承夫）
- 川口市立南鳩ヶ谷小学校校歌（作詞：小林純一）
- 川越市立川越第一小学校校歌（作詞：小林純一）
- 川越市立広谷小学校校歌（作詞：こわせたまみ）
- 川越市立霞ヶ関北小学校校歌（作詞：宮澤章二）
- 川越市立高階南小学校校歌（作詞：小林純一）
- 川越市立古谷小学校校歌（作詞：小林純一）
- 川越市立東中学校校歌（作詞：小林純一）
- 川越市立大東中学校校歌（作詞：石森延男）
- 川崎市立有馬小学校校歌
- 川崎市立井田小学校校歌  (作詞：小林純一)
- 川崎市立今井小学校校歌（作詞：小林純一）
- 川崎市立金程中学校校歌（作詞：高良留美子）
- 川崎市立川崎中学校校歌（作詞：小林純一）
- 川崎市立西丸子小学校校歌
- 川崎市立平間中学校校歌（作詞：大井章）
- 木更津市立清川中学校校歌（作詞：倉澤栄吉）
- 北区立赤羽台西小学校校歌（作詞：小林純一）
- 北区立八幡小学校校歌
- 岐阜県立池田高等学校校歌（作詞：こわせたまみ）
- 学校法人久光学園志のぶ幼稚園園歌（作詞：小林純一）
- 行田市立東小学校校歌（作詞：山口平八）
- 協同組合短期大学校歌（作詞：小林純一）
- 共立女子学園歌
- 共立女子第二中学校・高等学校旧校歌
- 桐生市立西中学校校歌（作詞：村野四郎）
- 久喜市立青毛小学校校歌
- 久喜市立太田小学校校歌
- 気仙沼市立松岩小学校校歌
- 気仙沼市立松岩中学校校歌（作詞：水上不二）
- 弘学館中学校・高等学校校歌（作詞：こわせたまみ）
- 江東区立大島中学校校歌（作詞：深尾須磨子）
- 神戸弘陵学園高等学校校歌
- 古河市立三和東中学校校歌（作詞：こわせたまみ）
- 古河市立仁連小学校（作詞：横田弘）
- 小金井市立東小学校校歌（作詞：水上不二）
- 越谷市立弥栄小学校校歌（作詞：宮中雲子）
- 越谷市立武蔵野中学校校歌（作詞：山崎一男、監修：神保光太郎）
- 小平市立小平第一小学校校歌（作詞：土屋忠司）
- 小平市立小平第二中学校校歌（作詞：小林純一）
- 小平市立小平第十小学校校歌（作詞：与田準一）
- 小平市立小平第十五小学校校歌（作詞：小林純一）
- 小平市立花小金井小学校校歌（作詞：与田準一）
- 御殿場市立南中学校校歌（作詞：浜野卓也）
- 狛江市立狛江第四中学校校歌（作詞：こわせたまみ）
- 小諸市立水明小学校校歌（作詞：龍野咲人）

さ行
- 埼玉県立所沢商業高等学校校歌
- さいたま市立植竹小学校校歌（作詞：大木実）
- さいたま市立植竹中学校校歌（作詞：大木実）
- さいたま市立上里小学校校歌
- さいたま市立栄小学校校歌（作詞：神保光太郎）
- さいたま市立大谷場中学校校歌（作詞：神保光太郎）
- さいたま市立指扇中学校校歌
- さいたま市立大東小学校校歌（作詞：勝承夫）
- さいたま市立三室小学校校歌（作詞：勝承夫）
- さいたま市立与野西中学校校歌（作詞：吉沢光平）
- 佐賀県立武雄青陵高等学校校歌→佐賀県立武雄青陵中学校（作詞：田坂守人）
- 坂戸市立坂戸中学校校歌（作詞：小林純一）
- 坂戸市立坂戸小学校校歌（作詞：小林純一）
- 相模原市立共和中学校校歌（作詞：こわせたまみ）
- 狭山市立東中学校校歌（作詞：小林純一）
- 志木市立志木第二中学校校歌（作詞：石森延男）
- 四国中央市立土居中学校校歌（作曲：白木豊）
- 四国中央市立三島東中学校校歌「栄えあれ 東中学校」（作詞：江間章子）
- 四條畷市立四條畷西中学校校歌
- 静岡市立玉川小学校校歌（作詞：野田しげみ）
- 庄内町立余目中学校校歌
- 杉並区立永福南小学校校歌（作詞：藤田伸二）
- 杉並区立杉並第五小学校校歌（作詞：石森延男）
- 世田谷区立船橋中学校校歌
- 世田谷区立多聞小学校校歌（作詞：神川漁史）
- 草加市立稲荷小学校校歌（作詞：小林純一）
- 草加市立八幡小学校校歌（作詞：小林純一）
- 札幌聖心女子学院（作詞：横山峰子）

た行
- 高崎市立新町第一小学校校歌（作詞：小林純一）
- 高崎市立新町第二小学校校歌（作詞：小林純一）
- 高崎市立新町中学校校歌（作詞：勝承夫）
- 高崎市立高松中学校校歌
- 高松市立紫雲中学校校歌（作詞：河西新太郎）
- 立川市立西砂小学校校歌（作詞：小林純一）
- 立山町立立山中央小学校校歌
- 筑後市立下妻小学校校歌
- 茅野市立永明中学校校歌（作詞：尾崎喜八）
- 千葉市立千草台小学校校歌
- 千葉市立花園小学校校歌
- 千葉大学教育学部附属中学校校歌（作詞：白鳥省吾）
- 調布市立飛田給小学校校歌（作詞：小海永二）
- 千代田区立番町小学校校歌（作詞：こわせたまみ）
- 燕市立燕北中学校校歌
- 都留市立都留第一中学校校歌（作詞：江間章子）
- 学校法人東京聖徳学園学園歌（作詞：サトウハチロー）
- 東京電機大学中学・高等学校校歌「風よ光よ」（作詞：宗左近）
- 東京都立国分寺高等学校校歌（作詞：仁平忠彦）
- 東京都立神津高等学校校歌（作詞：小林純一）
- 東京都立千歳高校校歌（作詞：吉田一穂）
- 所沢市立清進小学校校歌
- 所沢市立並木小学校校歌（作詞：こわせたまみ）
- 所沢市立山口小学校校歌（作詞：小林純一）
- 所沢市立若狭小学校校歌（作詞：小林純一）
- 豊島区立大成小学校校歌
- 栃木県立足利高等学校[旧]校歌（作詞：戸倉広愛）
- 登米市立佐沼中学校校歌（作詞：巽聖歌）
- 富山医科薬科大学校歌
- 富山県立高岡南高等学校校歌（作詞：谷川俊太郎）
- 富山大学教育学部附属幼稚園園歌（作詞：笹倉修）
- 豊田市立豊南中学校校歌（作詞：清水孝之）
- 取手市立井野小学校校歌（作詞：川上宏昭）
- 取手市立白山西小学校校歌（作詞：川上宏昭）

な行
- 長岡市立山本中学校校歌
- 長野市立東北中学校校歌（作詞：傳田青磁）
- 長野県梓川高等学校校歌（作詞：佐藤春夫）
- 長野県伊那弥生ヶ丘高等学校校歌（作詞：宮澤章二）
- 長野県豊科高等学校校歌（作詞：尾崎喜八）
- 長浜市立長浜小学校校歌（作詞：石森延男）
- 名古屋市立清水小学校校歌（作詞：巽聖歌）
- 名古屋市立戸笠小学校校歌「戸笠の子」（作詞：青野静枝、校歌作成委員会補作）
- 習志野市立秋津小学校校歌「秋津のうた」（作詞：小林純一）
- 新潟県立新潟中央高等学校校歌（作詞：深尾須磨子）
- 新潟市立竹尾小学校校歌（作詞：こわせたまみ）
- 新潟市立牡丹山小学校校歌（作詞：石森延男）
- 新潟青陵大学・新潟青陵大学短期大学部学園歌（作詞：三好達治）
- 新潟大学教育学部附属新潟中学校校歌（作詞：金子彦二郎）
- 西尾市立中畑小学校校歌（作詞：サトウハチロー）
- 日本放送協会学園高等学校旧校歌（作詞：清水繁男）
- ニューヨーク日本人学校校歌（作詞：谷口哲）
- 沼津市立長井崎中学校校歌→沼津市立長井崎小中一貫学校校歌（作詞：相磯和嘉）
- 練馬区立大泉学園小学校校歌（作詞：大泉学園小学校）
- 練馬区立関町小学校校歌

は行
- 羽村市立羽村第二中学校校歌[11]（作詞：小林純一）
- 半田市立青山中学校校歌（作詞：倉沢栄吉）
- 東久留米市立西中学校校歌（作詞：こわせたまみ）
- 東久留米市立小山小学校校歌
- 東松山市立南中学校校歌（作詞：小林純一）
- 東大和市立第四小学校校歌（作詞：小林純一）
- 平塚市立金目小学校校歌（作詞：清水みのる）
- 平塚市立南原小学校校歌（作詞：諸伏靖夫）
- 広島県立呉商業高等学校校歌
- 広島県立広島工業高等学校校歌（作詞：葛原滋）
- 広島市立二葉中学校校歌
- 広島市立中島小学校校歌
- 福井県立福井商業高等学校校歌
- 福岡県立久留米高等学校校歌（作詞：丸山豊）
- 福山市立鷹取中学校校歌（作詞：木下夕爾）
- 富士市立原田小学校校歌（作詞：吉田とし）
- 富士見市立みずほ台小学校校歌（作詞：山本慎治、補作：吉田瑞穂）
- 府中市立府中第七小学校校歌
- 府中市立南白糸台小学校校歌(作詞:石森延男)
- 福生市立福生第二小学校校歌
- 文京区立本郷小学校校歌（作詞：宮中雲子）
- 北杜市立須玉小学校校歌（作詞：江間章子）
- 北杜市立須玉中学校校歌（作詞：江間章子）

ま行
- 舞鶴市立若浦中学校校歌
- 町田市立忠生第五小学校校歌
- みその幼稚園園歌
- 水戸市立新荘小学校校歌（作詞：小林純一）
- 水戸市立双葉台小学校校歌（作詞：小林純一）
- 三次市立甲奴中学校校歌
- 目黒区立宮前小学校校歌（作詞：曾野綾子）

や行
- 八街市立実住小学校校歌（作詞：小林純一）
- 八街市立八街中学校校歌（作詞：小林純一）
- 山形県立鶴岡中央高等学校校歌（作詞：こわせたまみ）
- 大和市立上和田中学校校歌（作詞：こわせたまみ）
- 横須賀市立田戸小学校校歌
- 横須賀市立追浜中学校校歌（作詞：小林純一）
- 横浜国立大学教育学部附属鎌倉中学校・横浜国立大学教育学部附属鎌倉小学校 学園の歌「山のすがた」（作詞：深尾須磨子）
- 横浜市立新井中学校校歌（作詞：和多史雄）
- 横浜市立いずみ野小学校校歌（作詞：八木橋雄次郎）
- 横浜市立笠間小学校校歌（作詞：桜井祐三）
- 横浜市立左近山第二小学校校歌（作詞：江間章子）
- 横浜市立東希望が丘小学校校歌「マーガレットの花」（作詞：江間章子）
- 横浜市立南希望が丘中学校校歌（作詞：こわせたまみ）
- 横浜市立つつじが丘小学校校歌（作詞：こわせたまみ）
- 横浜市立日野南小学校校歌（作詞：江間章子）
- 横浜市立都田小学校校歌（作詞:小林純一）
- 横浜市立峯小学校校歌
- 横浜市立矢部小学校校歌「わかぎ」（作詞：佐藤さとる）
- 横浜市立葛野小学校校歌（作詞：石本美由起）
- 横浜市立万騎が原小学校校歌（作詞：こわせたまみ）
- 横浜市立秋葉中学校校歌（作詞：椋鳩十）
- 横浜市立上飯田中学校校歌（作詞：江田祐吉）
- 横浜市立川和中学校校歌（作詞：江間章子）
- 横浜市立戸塚中学校校歌（作詞：高橋惇）

### 自治体歌作曲
県民歌
- 北海道民のうた『むかしのむかし』 - 作詞:広瀬龍一、補作:北海道民のうた選定委員会。
- 岩手県民の歌 - 作詞:田原耕二、補作曲:岩手県民の歌審査委員会
- 愛媛県3代目県民歌『愛媛の歌』 - 作詞:岩本義孝
- 静岡県歌 - 作詞:羽切喜三

市区町村歌
- 鶴岡市民歌（2代目） - 作詞：北川冬彦
- 市民のうた (取手市) - 作詞：岡本淳三、補作：川上宏昭
- 上三川町民の歌 - 作詞：泉漾太郎
- 町民の歌 (粟野町) - 作詞・斎藤宗之、補作・町民の歌制定委員会、編曲・若松正司
- 藤岡市歌 - 作詞：根岸三郎、補作：中田浩一郎
- 浦和市歌 - 作詞：吉沢厚子、補作：神保光太郎
- 豊島区歌 - 作詞：岡本淳三
- むさしの市民の歌 - 作詞：飯沢滋子
- 羽村市の歌『このふるさとに』 - 作詞：能登濱吉、補作：内山登美子
- 海老名市民の歌『わがまち海老名』 - 作詞：下平千太郎
- 高遠町歌 - 作詞：馬島律司、補作：松井芒人
- 沼津市歌 - 作詞：高橋清
- 伊東市民の歌 - 作詞：サトウハチロー
- 安城市民の歌 - 作詞：南益子、補作：森菊蔵
- 洲本市民の歌 - 作詞：池田真琴
- 赤穂市歌 - 作詞：木俣修
- 岡山市民歌 - 作詞：佐藤末治
- うるわしの美祢 - 作詩：阪田寛夫
- 鹿児島市民歌 - 作詞：高城俊男